# Estadio Olímpico Benito Juárez
El Estadio Olímpico Benito Juárez es un estadio de fútbol ubicado en Ciudad Juárez, Chihuahua, México. Cuenta con una capacidad para 19,703 personas. Se encuentra en el área de El Chamizal. Es usado en su mayoría para partidos de fútbol, conciertos y es el estadio local de FC Juárez, FC Juárez Femenil y solía serlo también de Indios de la UACJ, hasta su desaparición en 2016. Es propiedad de la Universidad Autónoma de Ciudad Juárez. El estadio forma parte del campus de la Universidad Autónoma de Ciudad Juárez y tiene capacidad para 19,703 personas.

## Historia
Fue construido en octubre de 1980 e inaugurado el 12 de mayo de 1981 con un juego de fútbol entre la Selección de fútbol de México y el Atlético de Madrid los cuales empataron a cero goles. Fue cedido en comodato por parte del Gobierno del Estado a la UACJ, a partir de 1986.